# Andelotski sporazum
Andelotski sporazum je bil sporazum, ki sta ga 28. novembra 587 v Andelot-Blanchevilleu podpisala frankovski kralj Burgundije Guntram in avstrazijska kraljica Brunhilda. Brunhilda je pristala, da Guntram posvoji njenega sina Hildeberta I. in ga imenuje za svojega naslednika in da sklene s Hildebertom zvezo proti upornim mogotcem. Gregor iz Toursa v svoji Zgodovini Frankov piše, da je Guntram s tem sporazumom Hildebertui podaril Tours.
Besedilo sporazuma se je ohranilo v Gregorjevi Zgodovini Frankov.

## Vir
- Gregor Tourski. Zgodovina Frankov, knjige I-X.